# Manifestations de 1999 à Seattle
Les manifestations de Seattle, appelé aussi émeutes de Seattle ou encore bataille de Seattle, désigne un mouvement de protestation qui a eu lieu les 29 et 30 novembre 1999 à Seattle, à l'occasion de la troisième conférence ministérielle de l'Organisation mondiale du commerce (OMC).
Les négociations ont rapidement été éclipsées par l'ampleur des protestations, qui ont regroupé environ 40 000 manifestants. Le sommet, qui devait permettre le lancement d'un nouveau cycle de négociations commerciales appelé « cycle du millénaire », s'achève prématurément en raison d'une mauvaise organisation et d'une gestion controversée des manifestations.

## Impacts sur la conférence
Les manifestations ont mis en retard l'inauguration de la conférence de l'OMC à Seattle. Les manifestations ont également empêché une possible prolongation de la conférence, les autorités locales s'y opposant à la suite des troubles générés. Les manifestations ont également permis aux questions du droit du travail d'être abordées et négociées dans la conférence. Il s'agit des premières manifestations altermondialistes d'envergure qui préfigurent les émeutes anti-G8 de Gênes de 2001. Elles ont notamment mis en avant la tactique du black bloc. Avec des méthodes d'action directe, les mouvements altermondialistes parviennent pour la première fois à un tel résultat avec une couverture médiatique aussi importante. Si l'ampleur des manifestations fait écho à l'échec des négociations ayant eu lieu durant la troisième conférence ministérielle de l'Organisation mondiale du commerce, bon nombre d'observateurs pensent que les négociations n'auraient pas abouties même sans manifestations, même si elles créent un climat très défavorable à des négociations

## Participants
Parmi les ONG présentes dans ces manifestations, on peut citer : Consumers International, Earthjustice, la Confédération paysanne, les Amis de la terre, Greenpeace, Humane Society of the United States, Oxfam International ou encore Sierra Club. L'AFL-CIO, l'un des principaux syndicats des États-Unis, a également très largement contribué à la mobilisation.

## Dispositifs de maintien de l'ordre
Paul Schell, le maire de Seattle a mis en place un couvre-feu ainsi qu'un décret d'État d'urgence, pour mettre fin aux manifestations, en appelant la Garde nationale. La police a pour instruction d’ouvrir le feu au cas où les choses dégénéreraient. D'importantes critiques sur le manque de planification en matière de sécurité ont été émises. Norm Stamper, le chef de la police locale, a démissionné à la suite des évènements et Paul Schell a perdu les primaires de son parti dans l'objectif de se faire réélire en septembre 2001. Plusieurs personnes sont indemnisées à la suite du procès intenté à la ville de Seattle et à sa police municipale à la suite des évènements.

### Filmographie
- Bataille à Seattle, (Battle in Seattle), film de Stuart Townsend, 2008.